# Filharmònica Moraviana d'Olomouc
El Filharmònica Moraviana d'Olomouc (Moravská filharmonie Olomouc) és una orquestra clàssica txeca fundada el 1945. La seva seu és el Teatre Moravià d'Olomouc. El director actual és Jakub Klecker.
La Filharmònica de Moràvia és un dels autèntics intèrprets dels clàssics de la cultura musical nacional txeca: Dvořák, Smetana, Janáček i Martinů. Ha actuat amb gran èxit a la majoria dels països europeus i a l'estranger.
Ha tingut notables col·laboradors que inclouen David Oistrach, Václav Hudeček, Josef Suk (1929–2011) net del compositor, Sviatoslav Richter, Yehudi Menuhin, Václav Neumann, Libor Pešek i altres.